# 2509 Чукотка
2509 Чукотка је астероид главног астероидног појаса са средњом удаљеношћу од Сунца која износи 2,456 астрономских јединица (АЈ).
Апсолутна магнитуда астероида је 12,6.